# تری‌کلرید گالیم
تری‌کلرید گالیم (به انگلیسی: Gallium trichloride) با فرمول شیمیایی GaCl۳ یک ترکیب شیمیایی با شناسه پاب‌کم ۲۶۰۱۰ است. شکل ظاهری این ترکیب، بلورهای بی‌رنگ آب‌شونده است.